# Nesle-l'Hôpital
Nesle-l'Hôpital är en kommun i departementet Somme i regionen Hauts-de-France i norra Frankrike. Kommunen ligger i kantonen Oisemont som tillhör arrondissementet Abbeville. År 2022 hade Nesle-l'Hôpital 172 invånare.

## Befolkningsutveckling
Antalet invånare i kommunen Nesle-l'Hôpital
| Referens: INSEE |